# Стекхауз, Джон
Джон Стекхаус (англ. John Stackhouse; 1742—1819) — английский ботаник изучавший водоросли и грибы. Автор работы «Neresis Britanica» (1795, 1799, 1801), в которой впервые приведены ботанические описания и рисунки водорослей встречающихся у побережья Великобритании. Первооткрыватель многих видов.

## Биография
Второй сын Вильяма Стэкхауза, главы сельской общины St Erme в Корнуолле, племянник Томаса Стекхауза, родился в Корнуолле в 1742 году.  20 июня 1758 года поступил в Эксетер-колледж в Оксфорде, где с 1761 занимался науками. Покинул университет, когда в 1763 году унаследовал поместье Пендарвес в Корнуолле. Путешествовал по Средиземноморью два или три года, изучал морскую биологию, в особенности морские водоросли.
Скончался в своем доме в Эдгар-билдингс, Бат, 22 ноября 1819 года. В его честь Джеймс Эдвард Смит назвал австралийский род растений Стакхузия (Stackhousia). 